# هيلينا (مونتانا)
هيلينا (بالإنجليزية: Helena)‏ هي عاصمة ولاية مونتانا في الولايات المتحدة ومقر مقاطعة لويس أند كلارك.  وقد أنشئت كمخيم لمنقبي الذهب خلال حمى الذهب في مونتانا، وتأسست في عام 1864. تم استخراج أكثر من 3.6 مليار دولار من الذهب في حدود المدينة على مدى عقدين من الزمن، ما جعلها إحدى أغنى المدن في الولايات المتحدة من قبل أواخر القرن التاسع عشر. ساهم تركيز الثروة في بناء العمارة الفيكتورية البارزة والمميزة في المدينة.
أظهر تعداد عام 2010 أن عدد السكان بلغ 28,190 نسمة، وبلغ عدد سكان مقاطعة لويس أند كلارك 63,395 نسمة.  هيلينا هي المدينة الرئيسية في منطقة هيلينا العمرانية الكبرى، التي تضم مقاطعات لويس أند كلارك وجيفرسون؛ وبلغ عدد سكانها 77,414 نسمة وفقا لتقديرات تعداد السكان لعام 2015. 
الصحيفة اليومية المحلية في المدينة هي إنديبندنت ريكورد. وتشمل الفرق الرياضية المحترفة في المدينة هيلينا برويرز في دوري البيسبول الأصغر وهيلينا بيغهورنز في الطبقة الثالثة من فريق الهوكي. وتعتمد المدينة في النقل الجوي على مطار هيلينا الإقليمي (HLN).

## التركيبة السكانية
حدّد مكتب تعداد الولايات المتحدة بيانات التركيبة السكانية لهيلينا في تعداد الولايات المتحدة. في ما يلي، التركيبة السكانية حسب تعدادي 2000 و2010.

### تعداد عام 2000
بلغ عدد سكان هيلينا 25,780 نسمة بحسب تعداد عام 2000، وبلغ عدد الأسر 11,541 أسرة وعدد العائلات 6,478 عائلة مقيمة في المدينة. في حين سجلت الكثافة السكانية 590.5 نسمة لكل كيلومتر مربع (1,529.4/ميل2). وبلغ عدد الوحدات السكنية 12,133 وحدة بمتوسط كثافة قدره 277.9 لكل كيلومتر مربع (719.8/ميل2).
وتوزع التركيب العرقي للمدينة بنسبة 94.78% من البيض و0.23% من الأمريكيين الأفارقة و2.10% من الأمريكيين الأصليين و0.78% من الأمريكيين ذوي الأصول الآسيوية و0.07% من سكان جزر المحيط الهادئ و0.38% من الأعراق الأخرى و1.66% من عرقين مختلطين أو أكثر و1.67% من الهسبانيون أو اللاتينيون من أي عرق.
بلغ عدد الأسر 11,541 أسرة كانت نسبة 28.5% منها لديها أطفال تحت سن الثامنة عشر تعيش معهم، وبلغت نسبة الأزواج القاطنين مع بعضهم البعض 42.5% من أصل المجموع الكلي للأسر، ونسبة 10.4% من الأسر كان لديها معيلات من الإناث دون وجود شريك، بينما كانت نسبة 3.3% من الأسر لديها معيلون من الذكور دون وجود شريكة وكانت نسبة 43.9% من غير العائلات. تألفت نسبة 37.5% من أصل جميع الأسر من عدة أفراد يعيشون في نفس المنزل ونسبة 11.3% كانت تتألف من شخص يعيش بمفرده يبلغ من العمر 65 عاماً أو أكثر. وبلغ متوسط حجم الأسرة المعيشية 2.14، أما متوسط حجم العائلات فبلغ 2.83.
بلغ العمر الوسطي للسكان 38.8 عاماً. وكانت نسبة 22.2% من القاطنين تحت سن الثامنة عشر، وكانت نسبة 9.2% بين الثامنة عشر والرابعة والعشرين عاماً، ونسبة 26.1% كانت واقعةً في الفئة العمرية ما بين الخامسة والعشرين والرابعة والأربعين عاماً، ونسبة 25.7% كانت ما بين الخامسة والأربعين والرابعة والستين، ونسبة 12.6% كانت ضمن فئة الخامسة والستين عاماً فما فوق. يوجد لكل 100 أنثى 91.4 ذكر، ويوجد لكل 100 أنثى في الثامنة عشر من عمرها فما فوق 88.0 ذكر.
بلغ متوسط دخل الأسرة في المدينة 34,416 دولارًا، أما متوسط دخل العائلة فبلغ 50,018 دولارًا. وكان متوسط دخل الذكور 34,357 دولارًا مقابل 25,821 دولارًا للإناث. وسجل دخل الفرد الخاص بالمدينة 20,020 دولارًا. وكانت نسبة 9.3% من العائلات ونسبة 14.5% من السكان تحت خط الفقر، وكان من هؤلاء نسبة 17.8% تحت سن الثامنة عشر ونسبة 8.3% في الخامسة والستين من العمر وما فوق.

### تعداد عام 2010
بلغ عدد سكان هيلينا 28,190 نسمة بحسب تعداد عام 2010، وبلغ عدد الأسر 12,780 أسرة وعدد العائلات 6,691 عائلة مقيمة في المدينة. في حين سجلت الكثافة السكانية 645.7 نسمة لكل كيلومتر مربع (1,672.4/ميل2). وبلغ عدد الوحدات السكنية 13,457 وحدة بمتوسط كثافة قدره 308.2 لكل كيلومتر مربع (798.2/ميل2).
وتوزع التركيب العرقي للمدينة بنسبة 93.34% من البيض و0.42% من الأمريكيين الأفارقة و2.30% من الأمريكيين الأصليين و0.73% من الأمريكيين ذوي الأصول الآسيوية و0.07% من سكان جزر المحيط الهادئ و0.56% من الأعراق الأخرى و2.59% من عرقين مختلطين أو أكثر و2.76% من الهسبانيون أو اللاتينيون من أي عرق.
بلغ عدد الأسر 12,780 أسرة كانت نسبة 24.3% منها لديها أطفال تحت سن الثامنة عشر تعيش معهم، وبلغت نسبة الأزواج القاطنين مع بعضهم البعض 38.2% من أصل المجموع الكلي للأسر، ونسبة 10.6% من الأسر كان لديها معيلات من الإناث دون وجود شريك، بينما كانت نسبة 3.6% من الأسر لديها معيلون من الذكور دون وجود شريكة وكانت نسبة 47.6% من غير العائلات. تألفت نسبة 39.8% من أصل جميع الأسر من عدة أفراد يعيشون في نفس المنزل ونسبة 13.5% كانت تتألف من شخص يعيش بمفرده يبلغ من العمر 65 عاماً أو أكثر. وبلغ متوسط حجم الأسرة المعيشية 2.07، أما متوسط حجم العائلات فبلغ 2.77.
بلغ العمر الوسطي للسكان 40.3 عاماً. وكانت نسبة 20.1% من القاطنين تحت سن الثامنة عشر، وكانت نسبة 11.6% بين الثامنة عشر والرابعة والعشرين عاماً، ونسبة 23.4% كانت واقعةً في الفئة العمرية ما بين الخامسة والعشرين والرابعة والأربعين عاماً، ونسبة 29.4% كانت ما بين الخامسة والأربعين والرابعة والستين، ونسبة 15.6% كانت ضمن فئة الخامسة والستين عاماً فما فوق. وتوزع التركيب الجنسي للسكان بنسبة 48% ذكور و52% إناث.

## المناخ
يظهر الجدول التالي التغييرات المناخية على مدار السنة لهيلينا:
| البيانات المناخية لـهيلينا                                                | البيانات المناخية لـهيلينا | البيانات المناخية لـهيلينا | البيانات المناخية لـهيلينا | البيانات المناخية لـهيلينا | البيانات المناخية لـهيلينا | البيانات المناخية لـهيلينا | البيانات المناخية لـهيلينا | البيانات المناخية لـهيلينا | البيانات المناخية لـهيلينا | البيانات المناخية لـهيلينا | البيانات المناخية لـهيلينا | البيانات المناخية لـهيلينا | البيانات المناخية لـهيلينا |
| الشهر                                                                     | يناير                      | فبراير                     | مارس                       | أبريل                      | مايو                       | يونيو                      | يوليو                      | أغسطس                      | سبتمبر                     | أكتوبر                     | نوفمبر                     | ديسمبر                     | المعدل السنوي              |
| ------------------------------------------------------------------------- | -------------------------- | -------------------------- | -------------------------- | -------------------------- | -------------------------- | -------------------------- | -------------------------- | -------------------------- | -------------------------- | -------------------------- | -------------------------- | -------------------------- | -------------------------- |
| الدرجة القصوى °ف (°م)                                                     | 63 (17)                    | 69 (21)                    | 78 (26)                    | 86 (30)                    | 95 (35)                    | 102 (39)                   | 105 (41)                   | 105 (41)                   | 99 (37)                    | 87 (31)                    | 75 (24)                    | 64 (18)                    | 105 (41)                   |
| متوسط درجة الحرارة الكبرى °ف (°م)                                         | 33.3 (0.7)                 | 38.6 (3.7)                 | 48.2 (9.0)                 | 57.8 (14.3)                | 67.1 (19.5)                | 75.7 (24.3)                | 85.7 (29.8)                | 84.5 (29.2)                | 72.6 (22.6)                | 58.7 (14.8)                | 43.1 (6.2)                 | 31.7 (−0.2)                | 58.1 (14.5)                |
| المتوسط اليومي °ف (°م)                                                    | 23.2 (−4.9)                | 27.8 (−2.3)                | 36.3 (2.4)                 | 45.0 (7.2)                 | 54.0 (12.2)                | 62.1 (16.7)                | 70.0 (21.1)                | 68.4 (20.2)                | 57.9 (14.4)                | 45.6 (7.6)                 | 32.6 (0.3)                 | 21.8 (−5.7)                | 45.4 (7.4)                 |
| متوسط درجة الحرارة الصغرى °ف (°م)                                         | 13.0 (−10.6)               | 16.9 (−8.4)                | 24.3 (−4.3)                | 32.1 (0.1)                 | 40.8 (4.9)                 | 48.5 (9.2)                 | 54.3 (12.4)                | 52.2 (11.2)                | 43.1 (6.2)                 | 32.5 (0.3)                 | 22.0 (−5.6)                | 11.9 (−11.2)               | 32.6 (0.3)                 |
| أدنى درجة حرارة °ف (°م)                                                   | −42 (−41)                  | −42 (−41)                  | −30 (−34)                  | −10 (−23)                  | 17 (−8)                    | 30 (−1)                    | 36 (2)                     | 28 (−2)                    | 6 (−14)                    | −8 (−22)                   | −39 (−39)                  | −40 (−40)                  | −42 (−41)                  |
| الهطول إنش (مم)                                                           | 0.36 (9.1)                 | 0.30 (7.6)                 | 0.59 (15)                  | 0.98 (25)                  | 1.87 (47)                  | 2.06 (52)                  | 1.19 (30)                  | 1.20 (30)                  | 1.10 (28)                  | 0.68 (17)                  | 0.49 (12)                  | 0.40 (10)                  | 11.22 (285)                |
| متوسط تساقط الثلوج إنش (سم)                                               | 6.2 (16)                   | 5.0 (13)                   | 6.2 (16)                   | 3.7 (9.4)                  | 0.9 (2.3)                  | 0.0 (0.0)                  | 0.0 (0.0)                  | 0.3 (0.76)                 | 1.3 (3.3)                  | 2.4 (6.1)                  | 4.8 (12)                   | 7.3 (19)                   | 38.1 (97)                  |
| متوسط أيام هطول الأمطار (≥ 0.01 in)                                       | 6.2                        | 5.9                        | 7.7                        | 8.7                        | 11.1                       | 11.2                       | 7.7                        | 7.3                        | 6.1                        | 6.2                        | 6.9                        | 6.6                        | 91.6                       |
| متوسط الأيام المثلجة (≥ 0.1 in)                                           | 5.6                        | 5.2                        | 5.0                        | 2.9                        | 0.8                        | 0.1                        | 0.0                        | 0.1                        | 0.7                        | 1.8                        | 4.6                        | 6.0                        | 32.8                       |
| متوسط الرطوبة النسبية (%)                                                 | 66.0                       | 64.1                       | 60.1                       | 53.9                       | 53.5                       | 52.1                       | 46.4                       | 47.5                       | 54.5                       | 58.3                       | 64.8                       | 68.1                       | 57.4                       |
| ساعات سطوع الشمس الشهرية                                                  | 119.4                      | 149.0                      | 225.8                      | 243.0                      | 282.0                      | 308.7                      | 370.3                      | 324.1                      | 254.6                      | 202.9                      | 118.6                      | 99.9                       | 2٬698٫3                    |
| نسبة وصول أشعة الشمس                                                      | 43                         | 52                         | 61                         | 60                         | 61                         | 65                         | 77                         | 74                         | 68                         | 60                         | 42                         | 37                         | 60                         |
| المصدر: NOAA (extremes 1880−present, sun and relative humidity 1961−1990) |                            |                            |                            |                            |                            |                            |                            |                            |                            |                            |                            |                            |                            |

## أعلام
- جون إي. إريكسون
- ميرنا لوي
- هويت آكستون
- نورمان هولتر
- غاري كوبر
- برستون ليزلي
- فرنسيس كوري